# پسکوسانزونسکو
پسکوسانزونسکو (به ایتالیایی: Pescosansonesco) یک کومونه در ایتالیا است که در استان پسکارا واقع شده‌است. پسکوسانزونسکو ۱۸٫۴۶ کیلومتر مربع مساحت و ۵۱۸ نفر جمعیت دارد و ۵۵۰ متر بالاتر از سطح دریا واقع شده‌است.